# Brooklyn Decker
Brooklyn Danielle Decker (Kettering, Ohio, 12 de abril de 1987) é uma modelo e atriz norte-americana, mais conhecida pelas suas contribuições na prestigiada revista Sports Illustrated Swimsuit Issue (2006, 2007, 2008 e 2009), tendo sido em fevereiro de 2010 capa da revista.
Fez também trabalhos para a Victoria's Secret e participou como convidada em séries de televisão, como Ugly Betty e Royal Pains.
É casada com o tenista americano Andy Roddick.

## Filmografia
| Filmes      | Filmes                               | Filmes                              | Filmes                           |
| Ano         | Título Original                      | Título (Brasil)                     | Papel                            |
| ----------- | ------------------------------------ | ----------------------------------- | -------------------------------- |
| 2007        | Lipshitz Saves the World             | Lipshitz Saves the World            | Rebecca Fellini (para televisão) |
| 2011        | Just Go With It                      | Esposa de Mentirinha                | Palmer                           |
| 2012        | Battleship                           | Battleship - A batalha dos mares    | Sam                              |
| 2012        | What to Expect When You're Expecting | O Que Esperar Quando Está Esperando | Skyler                           |
| Séries      |                                      |                                     |                                  |
| Ano         | Título                               | Papel                               | Episódios                        |
| 2009        | Chuck                                | Candidata a emprego                 | 1 episódio                       |
| 2009        | Royal Pains                          | Rachel Ryder                        | 1 episódio                       |
| 2009        | Ugly Betty                           | Lexie                               | 1 episódio                       |
| 2015 - 2022 | Grace and Frankie                    | Mallory                             | Regular                          |